# Jake Ferguson
Jake Ferguson (Madison, Wisconsin, 18 de enero de 1999) es un jugador profesional estadounidense de fútbol americano, se desempeña en la posición de tight end en Dallas Cowboys, en la National Football League (NFL).

## Carrera
Fue seleccionado en la cuarta ronda en la Reunión Anual de Selección de Jugadores de la NFL de 2022. Hizo su debut profesional con el equipo Dallas Cowboys, donde lleva jugando dos temporadas.